# Iwai-shima
Iwai-shima (祝島, Iwaishima) est une île japonaise située en mer de Seto. L’île se trouve dans le bourg de Kaminoseki, à 150 km au sud d'Hiroshima au cœur du parc national de la mer de Seto.

## Projet nucléaire
Sur l'île d'Iwaishima, des pêcheurs luttent depuis 1983 contre la compagnie électrique Chugoku qui a prévu la construction de deux réacteurs nucléaires,.
En 2011, la compagnie annonce une suspension des travaux après la catastrophe de Fukushima. Le projet pourrait cependant être relancé par les autorités.